# On Avery Island
On Avery Island é o álbum de estreia da banda norte-americana de fuzz-folk Neutral Milk Hotel.
O título do álbum se refere à ilha de Avery (Avery Island), um domo salino no sul da Luisiana, estado natal da banda. A ilha de Avery é mais conhecida por ser a sede da Empresa McIlhenny, produtores do molho Tabasco. 
O álbum originalmente contém 12 faixas; no entanto, a versão britânica do álbum tem duas faixas bônus, "Everything Is" e "Snow Song Pt. 1", ambas retiradas do single de "Everything Is". A versão britânica também possui uma capa alternativa.  

## Recepção da crítica
| Críticas profissionais | Críticas profissionais |
| Avaliações da crítica  | Avaliações da crítica  |
| Fonte                  | Avaliação              |
| ---------------------- | ---------------------- |
| AllMusic               | [ 4 ]                  |
| Robert Christgau       | [ 5 ]                  |
| NME                    | 9/10                   |
| Pitchfork Media        | 9.5/10                 |
| Piero Scaruffi         | 6.5/10                 |

O álbum recebeu, em sua maioria, críticas positivas. Jason Ankeny, do Allmusic, deu ao álbum 4 de 5 estrelas e comentou que "[On Avery Island é] um impenetrável álbum conceitual, uma crônica de um mundo insular contada em uma linguagem extraordinariamente universal" e chamou o álbum de "Obra-prima difusa". Rebecca Robinson, da NME, deu ao álbum 9/10, comentando que "em um mundo perfeito, o Neutral Milk Hotel teria sido a banda ícone dos anos 90".  O crítico profissional Piero Scaruffi deu ao álbum 6.5/10 e comparou a banda às suas principais influências, afirmando que "As guitarras difusas nos fazem pensar [do Neutral Milk Hotel] como um discípulo de The Jesus and  Mary Chain" e que "as faixas do álbum se encontram no meio do caminho entre a banda civil do Exército da Salvação e a música clássica".

## Lista de Faixas
Todas as faixas escritas e compostas por Jeff Mangum, exceto quando especificado. Arranjos dos instrumentos de sopro por Robert Schneider. 
| N.º | Título                                                  | Duração |  |
| 1.  | "Song Against Sex"                                      | 3:40    |  |
| 2.  | "You've Passed"                                         | 2:54    |  |
| 3.  | "Someone Is Waiting"                                    | 2:31    |  |
| 4.  | "A Baby for Pree"                                       | 1:21    |  |
| 5.  | "Marching Theme"                                        | 2:58    |  |
| 6.  | "Where You'll Find Me Now"                              | 4:04    |  |
| 7.  | "Avery Island/April 1st" (Jeff Mangum/Robert Schneider) | 1:48    |  |
| 8.  | "Gardenhead/Leave Me Alone"                             | 3:14    |  |
| 9.  | "Three Peaches"                                         | 4:01    |  |
| 10. | "Naomi"                                                 | 4:53    |  |
| 11. | "April 8th"                                             | 2:47    |  |
| 12. | "Pree-Sisters Swallowing a Donkey's Eye"                | 13:49   |  |

## Integrantes
- Jeff Mangum - guitarra, bateria, vocais, órgão, xilofone, piano, design da capa
- Robert Schneider - órgão, baixo, xilofone, arranjos de sopro air organs, home organs, fuzz bass, xylophone, horn arrangements
- Lisa Janssen - baixo nas faixas 2 e 8
- Steven Zhu - violino, flauta e vocais de apoio nas faixas 3 e 8
- Kelsea Giannini - acordeão e sinos nas faixas 2 e 8
- Rick Benjamin - trombone nas faixas 1, 7 e 8

A faixa 12, "Pree-Sisters Swallowing a Donkey's Eye", apresenta Merisa Bissinger, Hilarie Sidney, Zachary DeMichele, Dane Terry, Lisa Janssen, Aaron Reedy e Jeff Mangum tocando uma variedade de instrumentos da Indonésia.